# Anna Cervin
Anna Kristina Cervin, född 27 maj 1878 i Holmedals församling, Värmlands län, död 4 november 1972 i Sankt Görans församling, Stockholm, var en svensk målare och tecknare.
Hon var dotter till kronofogden August Cervin och Emma Brattén och 1904–1912 gift med den norske bildhuggaren Jens Munthe-Svendsen i Kristiania.
Hon utbildade sig vid Konstakademien i Stockholm 1898–1903 och vid Académie Colarossi i Paris 1903–1904 och vid Harriet Backers målarskola i Oslo 1907–1908. Hon var verksam i Sverige. Hon målade främst stilleben, porträtt och landskapsmålningar, främst i olja. Hon gjorde sig känd för sin kunnighet vid kopiering av släktporträtt och äldre måleri. Hon medverkade i flera av Föreningen Svenska Konstnärinnors utställningar samt i utställningen Fem målarinnor på Värmlands museum 1948, samt på Lunds universitets konstutställning 1919. Hon är representerad på bland annat Moderna museet, Malmö museer, Postmuseum  och Värmlands museum i Karlstad.
Anna Cervin var medlem i Svenska konstnärinnor och i Nya Idun. Hon är gravsatt i minneslunden på Skogskyrkogården i Stockholm.